# Antonio Meucci
Antonio Santi Giuseppe Meucci, comunament denominat Antonio Meucci (Florència, Itàlia 13 d'abril de 1808 - Nova York, EUA 18 d'octubre de 1889) fou un inventor i científic italià, que va inventar el telèfon el 1854. Tot i això, fora d'Itàlia, Alexander Graham Bell va ser reconegut com a inventor del telèfon. Segons va reconèixer el Congrés dels Estats Units el juny de 2002, va ser l'italià Antonio Meucci, i no el britànic Bell, l'autèntic responsable de la invenció del telèfon.
Meucci havia cursat estudis d'enginyeria mecànica a Florència i en la dècada dels anys trenta va emigrar a Cuba en busca de riquesa. No va tenir sort i després de treballar durant alguns anys a l'Havana va emigrar cap a Nova York.
A Cuba, mentre treballava amb malalts reumàtics, als qui aplicava petites descàrregues elèctriques per pal·liar el dolor, va descobrir que la transformació de les vibracions sonores en impulsos elèctrics permetia transmetre la veu a distància, a través d'un conductor. Als anys cinquanta va començar a dissenyar prototips telefònics. Va construir un primer model el 1855 i el 1871 va presentar un model perfeccionat.
El 1874 Antonio Meucci no tenia diners per pagar el manteniment anual de la patent, i el 1876, va llegir als diaris que un tal Alexander Bell havia inventat (i patentat) el telèfon.
Alguns historiadors insinuen que hi va haver un robatori de patent, mitjançant un amic de Bell en l'oficina de patents. Meucci va presentar una denúncia contra Bell, amb la prova dels dissenys patentats antigament i testimonis, però aleshores Bell era molt poderós i finalment Meucci no tan sols va perdre el judici, sinó que Bell el va denunciar per calúmnies. Dos anys més tard, el 1889, Meucci va morir completament pobre i oblidat.

## Meucci contra Bell
El 1860 Meucci treu a la llum el seu invent. En una demostració pública, la veu d'un cantant és reproduïda a una considerable distància. La premsa italiana de Nova York publica una descripció de l'invent i un tal Sr Bendelari s'endú a Itàlia un prototip i documentació per produir-hi, però no es torna a saber d'ell, com tampoc es materialitza cap de les ofertes que sorgeixen després de la demostració.
Meucci, en una situació econòmica precària, es veu obligat a vendre els drets dels seus altres invents per sostenir i amb prou feines pot anar pagant les despeses de la patent del telèfon. Un accident, l'explosió del vapor Westfield, del qual surt amb severes cremades, obliga la seva dona a vendre els treballs d'Antonio a un prestador per 6 $. Quan, un cop recuperat, torna per recuperar-los, la casa d'empenyorament diu haver-los venut a un home jove a qui mai es va poder identificar.
Meucci treballa intensament en la reconstrucció del seu major invent, conscient que algú pot robar-li la patent, però incapaç de reunir els 10 $ que costa la patent definitiva, ha de conformar-se amb un tràmit preliminar de presentació de documentació que registra el 28 de desembre de 1871 i que pot renovar només el 1872 i 1873.
Quan té el justificant de recepció de Patents, torna a obstinar-se a demostrar el potencial del seu invent. Per a això, ofereix una demostració del  telègraf parlant  a un empresari anomenat Edward B. Grant, vicepresident d'una filial de la Western Union Telegraph Company. Cada vegada que Meucci tractava d'avançar, se li deia que no hi havia buit per a la seva demostració, de manera que als dos anys, Meucci va demanar que li retornessin el seu material, al que li van contestar que s'havia perdut.
El 1876, Alexander Graham Bell va registrar una patent que realment no descriu el telèfon però ho refereix com a tal. Quan Meucci se'n va assabentar, va demanar al seu advocat que reclamés davant l'oficina de patents dels Estats Units a Washington, cosa que mai va succeir. No obstant això, un amic que tenia contactes a Washington, es va assabentar que tota la documentació referent al  telègraf parlant  registrada per Meucci s'havia perdut. Una investigació posterior va posar en evidència un delicte de prevaricació per part d'alguns empleats de l'oficina de patents amb la companyia de Bell. En un litigi posterior entre Bell i Western Union, va aflorar que existia un acord pel qual Bell pagaria a la Western Union un 20% dels beneficis derivats de la comercialització de  seu invent  durant 17 anys.
En el procés legal de 1886 va haver de lidiar fins i tot contra els seus propis advocats, pressionats pel poderós Bell. Però Meucci va saber fer entendre al jutge que no cabia dubte quant a l'autoria de l'invent registrat. Malgrat la declaració pública del llavors Secretari d'Estat: "hi ha prou proves per donar prioritat a Meucci en la invenció del telèfon", el govern dels Estats Units va iniciar accions legals per frau contra la patent de Bell i el procés va ser embarrancat en l'arenal dels recursos pels seus advocats, fins a tancar-se amb la mort de Meucci el 1896.
L'11 de juny de 2002, el Butlletí Oficial de la Cambra de Representants dels EUA publica la Resolució Nº 269 per la qual s'honora la vida i el treball de l'inventor italoamericà. A la mateixa Resolució es reconeix que va ser Meucci abans que Graham Bell qui pot haver estat l'inventor del telèfon. Reconeix a més que va demostrar i va publicar el seu invent el 1860 i conclou amb un reconeixement a la seva realització en aquesta invenció.